# 費爾法克斯鎮區 (明尼蘇達州波爾克縣)
費爾法克斯鎮區（英語：Fairfax Township）是位於美國明尼蘇達州波爾克縣的一個行政鎮區，於1879年設立。

## 地方資料
費爾法克斯鎮區的面積為93.18平方千米，皆為陸地。根據2020年美國人口普查的數據，當地共有人口160人，而人口密度為每平方千米1.72人。